# 황희철
황희철(黃希哲, 1957년 6월 2일 ~ )은 대한민국의 제53대 법무부 차관을 역임한 법조인이다.

## 학력
- 1976년: 경동고등학교 졸업
- 1981년: 서울대학교 법학 학사
- 1991년: 미시간대학교 대학원 비교법 석사과정

## 경력
- 1981: 제23회 사법시험 합격
- 1983: 대법원 사법연수원 (13기)
- 1983.08 ~ 1986.08: 육군법무관
- 1986.09 ~ 1988.08: 광주지방검찰청 검사 (특수부)
- 1988.09 ~ 1990.03: 마산지방검찰청 진주지청 검사
- 1990.03 ~ 1992.03: 서울지방검찰청 검사 (형사5부, 조사부)
- 1992.03 ~ 1994.09: 법무부 국제법무심의관실 검사
- 1994.09 ~ 1995.02: 서울고등검찰청 검사
- 1995.03 ~ 1997.09: 사법연수원 교수, WTO 분쟁조정위원
- 1997.03 ~ 1999.06: 대검찰청 정보화담당관
- 1999.06 ~ 2000.02: 부산지방검찰청 특수부 부장검사
- 2000.02 ~ 2001.06: 대검찰청 범죄정보제1, 제2담당관
- 2001.06 ~ 2002.02: 법무부 검찰제1과장
- 2002.02 ~ 2003.03: 수원지방검찰청 평택지청장
- 2003.03 ~ 2004.06: 울산지방검찰청 차장검사
- 2004 ~ 2004: 부산고등검찰청 검사
- 2004.06 ~ 2005.04: 법무부 정책기획단장
- 2005.04 ~ 2006.02: 서울중앙지방검찰청 제1차장검사
- 2006.02 ~ 2007.03: 법무부 정책홍보관리실장
- 2007.03 ~ 2008.03: 대검찰청 공판송무부장
- 2007.03 ~ 2008.03: 대법원 제2기 양형위원회 위원
- 2008.03 ~ 2009.01: 광주지방검찰청 검사장
- 2009.01 ~ 2009.08: 서울남부지방검찰청 검사장
- 2009.08 ~ 2011.08: 법무부 차관
- 2009.08 ~ 2011.08: 가석방심사위원회 위원장
- 2009.08 ~ 2011.08: 치료감호심의위원회 위원장
- 2009.08 ~ 2011.08: 법무부 사면위원회 부위원장
- 2009.08 ~ 2011.08: 공직자윤리위원회 위원
- 2011.11 ~: 김앤장 법률사무소 변호사
- 2013.03 ~ 2020.03: 우리이앤엘 사외이사
- 2019.05 ~ 2021.04: 대한변협법률구조재단 이사장
- 2020.03 ~ : 풍산 사외이사
  - 풍산 사외이사후보 추천위원장
  - 풍산 감사위원
- (주)뉴옵틱스 사외이사

## 수상
- 1990년: 국무총리 표창

| 전임 이귀남 | 제53대 법무부 차관 2009년 8월 12일 ~ 2011년 8월 12일 | 후임 길태기 |